# エフエム長崎
株式会社エフエム長崎（エフエムながさき、英: FM NAGASAKI CO., LTD.）は、長崎県を放送対象地域として超短波放送（FM放送）を行っている特定地上基幹放送事業者である。愛称はFM Nagasaki。JFN、FMQリーグ加盟局。コールサインはJOHU-FM。

## 会社概要

### 事業所
本社・演奏所
- 〒850-8550 長崎県長崎市栄町5番5号 FM長崎ビル 7階

東京支社
- 〒102-0083 東京都千代田区麹町二丁目10番3号 エキスパートオフィス麹町

佐世保支社
- 〒857-0033 長崎県佐世保市城山町6-3 ラッキービル 2階

## 周波数
送信所・中継局の周辺（島としての九州の地域）では60デシベル(dB)以上の感度で受信でき、送信所のない五島列島でも40デシベル程度で受信できる。30デシベルの地域には佐賀市や熊本市がある。エリア内の人口は358万人。壱岐（壱岐市）・対馬（対馬市）は公式にエリア外とされているが、radikoでの聴取は可能。
5月から8月頃に発生するスポラディックE層により、首都圏にもエフエム長崎の電波が届き、同じ周波数であるNACK5の電波と混信する場合がある。
| 親局   | 周波数  | 空中線電力 | 備考                   |
| ------ | ------- | ---------- | ---------------------- |
| 長崎   | 79.5MHz | 1kW        | 本社よりマイクロ受け。 |
| 中継局 | 周波数  | 空中線電力 | 備考                   |
| 佐世保 | 80.3MHz | 300W       | FMさせぼと共同使用     |
| 諫早   | 78.9MHz | 30W        |                        |
| 平戸   | 79.2MHz | 10W        | 垂直偏波               |
| 島原   | 89.3MHz | 10W        | 南有馬局をエア受け。   |
| 南有馬 | 77.8MHz | 3W         |                        |

## 資本構成
企業・団体の名称、個人の肩書は当時のもの。出典：

### 2015年3月31日
| 資本金 | 発行済株式総数 | 株主数 |
| ------ | -------------- | ------ |
| 1億円  | 8,850株        | 37     |

| 株主                             | 株式数  | 比率   |
| -------------------------------- | ------- | ------ |
| ラッキーホールディングス         | 3,398株 | 38.39% |
| 西日本新聞社                     | 0,700株 | 07.90% |
| 読売新聞大阪本社                 | 0,640株 | 07.23% |
| エフエムサービス                 | 0,447株 | 05.05% |
| フジ・メディア・ホールディングス | 0,400株 | 04.51% |
| 親和銀行                         | 0,400株 | 04.51% |
| 九州電力                         | 0,400株 | 04.51% |
| 長崎自動車                       | 0,326株 | 03.68% |
| 十八銀行                         | 0,300株 | 03.38% |
| 西日本シティ銀行                 | 0,300株 | 03.38% |

## 沿革
- 1981年（昭和56年）11月20日 - ラジオ予備免許。
- 1982年（昭和57年）
  - 4月12日 - 株式会社エフエム長崎設立。
  - 10月1日 - 日本の民間FM放送局では7番目に開局。
  - 10月5日 - 開局記念番組『さだまさしミュージックピープル』を全国7局ネットで生放送する。
- 1992年（平成4年）4月1日 - 愛称SMILE-FM（スマイル・エフエム）を使用開始。
- 2003年（平成15年）3月14日 - JR長崎駅かもめ広場の一角にサテライトスタジオ「KAMOMEスタジオ」がオープン。以降、平日夕方の自社制作ワイド番組（G.Radio ℃→Spicy voxx→Colors）は当スタジオからの公開生放送となる。
- 2007年（平成19年）4月1日 - 愛称をSMILE-FMから現在のfm nagasakiに変更[注 4]。（後にFM Nagasakiに変更している。）
  - なお、埼玉県朝霞市のコミュニティ放送局『コミュニティシェアFM』が2007年から2017年まで『すまいるFM』を名乗っていた。
- 2012年（平成24年）1月30日 - IPサイマルラジオ『radiko.jp』での同時配信を開始（NBCラジオ（長崎本局）も同様、配信エリアは長崎県内のみ）。
- 2014年（平成26年）3月31日 - 文字多重放送廃止。

## 番組

### 現在
2024年5月時点。番組の詳細は、公式サイトの番組表あるいはエフエム長崎の番組紹介を参照。
自社制作番組
平日

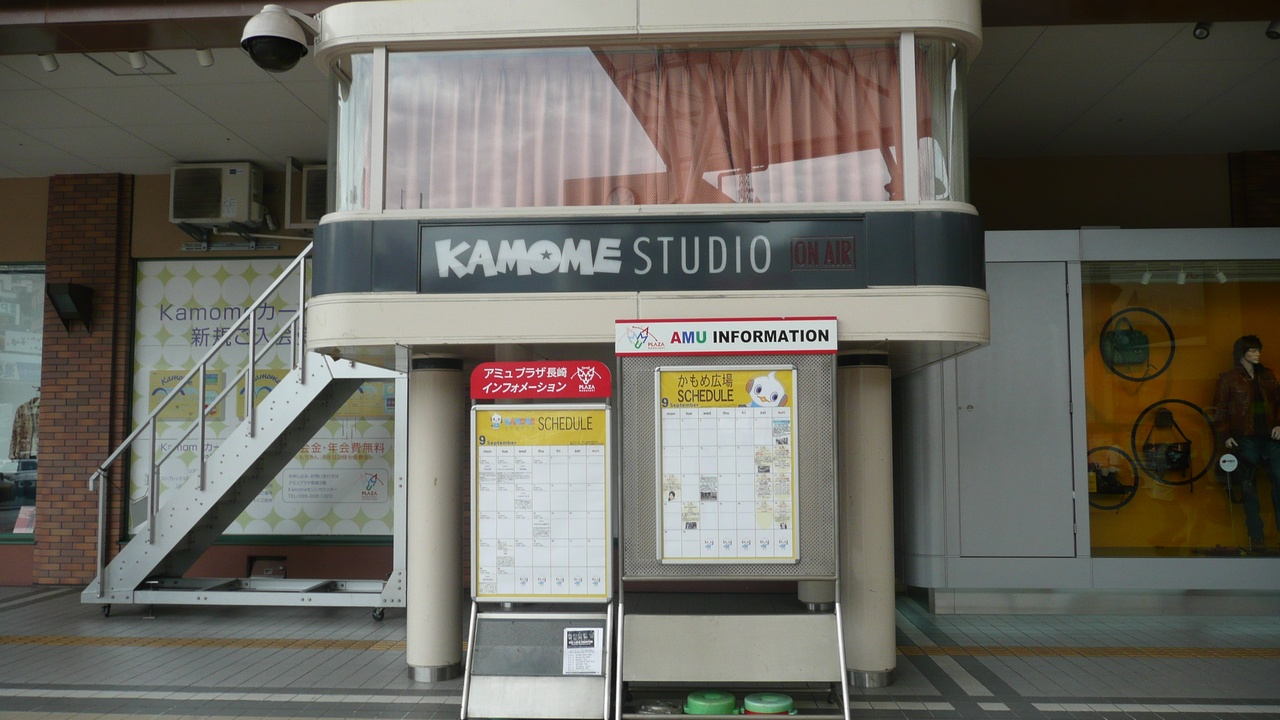
ColorsはJR長崎駅前アミュプラザ長崎のKAMOMEスタジオから放送される。

- Sunrise Station（月曜 - 木曜 7:30 - 10:00・金曜 7:30 - 9:50）
- Colors（月曜 - 木曜 16:00 - 18:49）
- ランタンマルシェ（月曜 21:30 - 21:55）
- ハードボイン（水曜 20:00 - 20:30）
- サンディトリップのサウンドスケープ（木曜 20:00 - 20:30）
- 古賀涼の「FMケイタイ電波」（木曜 20:30 - 20:55）
- RADIO CAFÉ B.T.B. 〜Better Than Before（金曜 9:50 - 10:00）
- Kuriyaのある暮らし（金曜 13:30 - 13:40）
- ナカジーとゆーみんの“NANかいい!”（金曜 13:40 - 13:50）
- Fly-Day Wonder3（金曜 14:00 - 18:45）
- 創成館 Wings ウルトラ フライデー HYPER MAX!（金曜 18:45 - 19:00）
- Liko House（金曜 19:00 - 19:30）
- Patagonia presents NATURE & FUTURE（金曜 20:00 - 20:55）
- Yusuke Hirado MUSIC HORIZON（金曜 21:00 - 21:55[注 5]）

土曜日
- オークラHD presents 『BIG UP to U』（土曜 11:30 - 11:55）
- 決定版 FMヒットパレード（土曜 18:00 - 18:55[注 6]）
- go!go!vanillas ジェットセイヤのGO!GO! JETT RADIO（土曜 19:00 - 19:30）
- ジャンゴバンゴデラックス（土曜 19:30 - 19:55）

日曜日
- 日曜音楽館（日曜 6:00 - 7:00）
- ピエール・ヤンカーとスマッシュ・ウエキの夜はメキメキ（日曜 25:00 - 26:00）

### 過去
自社制作番組
平日
- FMモーニング長崎
- JOHUフレッシュ・モーニング
- 栄町レコード（月曜 - 木曜 11:55 - 13:00、2008年4月 - 2010年3月）
- ヒラミンゴ trettio（月曜 - 木曜 12:00 - 13:00・金曜 12:00 - 13:55、2001年4月 - 2008年3月・2010年4月 - 2011年3月）
- Lai Lai 〜来来〜（月曜 - 金曜 12:00 - 13:00、2011年4月 - 2015年3月）
- 午後のリクエストメニュー（14:00 - 16:00）
- G.Radio ℃ from KAMOMEスタジオ（月曜 - 木曜 16:00 - 18:50、2002年4月 - 2010年3月）
- Spicy voxx（月曜 - 木曜 16:00 - 18:54、2010年4月 - 2019年9月）

金曜日
- 酒井彩名のAYANAVI（金曜 19:00 - 19:30、酒井彩名） - エフエム福岡、エフエム佐賀、エフエム宮崎および独立局のエフエムナックファイブなどにネット
- BENIラジ〜Hug&Kiss〜（金曜 19:00 - 19:30、BENI） - エフエム福岡、エフエム佐賀、エフエム宮崎および独立局のエフエムナックファイブなどにネット
- Job Navi ナガサキ（金曜 21:00 - 21:30）

土曜日
- サタデーモーニングナビ（土曜 9:00 - 9:30）
- さいかいGenkiラジオ（土曜 9:30 - 9:55）
- よなよなかわご（土曜 21:00 - 21:30、2022年4月2日 - 2023年3月25日）
- FMヒットパレード（土曜日 18:00 - 19:00）
- Saturday Chat Box（土曜 12:00 - 12:30、長崎県の広報番組。2023年5月 - 2024年3月）

日曜日
- That's shock night（日曜 22:00 - 22:55）
- 砂漠を泳ぐ野良猫（日曜 24:00 - 25:00、? - 2024年3月）

その他
- FMNミュージックアラーム
- あいうえオルゴール
- 歌謡ステーション
- to pieceの音楽ノート（月曜 20:30 - 20:55） - エフエム大阪・エフエム愛知にネット
- 藤井リナのOchappy Time〜Happy,Lucky♪（月曜 20:30 - 20:55、藤井リナ） - エフエム大阪・エフエム愛知にネット
- NEL・CHAN
- オールザットキャンパス
- It’s New!
- 長与ソーワンダフル（火曜 15:00 - 15:40）
- おむらんちゃんねる（水曜 15:00 - 15:40）
- ココヨカ（木曜 15:00 - 15:40）
- JOY BRASS（金曜 21:00 - 21:55、2017年4月 - 2021年3月）
- YUSUKE HIRADO Radio Mono Creation（土曜 11:30 - 11:55、2015年4月 - 2019年9月） - 2019年10月よりYusuke Hirado MUSIC HORIZONに改題。
- 21st CENTURY ROCK RADIO（土曜 20:00 - 20:30、2014年1月4日 - 2018年9月29日）
- ガッツリくらいつけ!!ガクばん〜たった今から日曜日〜（土曜 24:00 - 25:00、? - 2020年3月）
- ダイアナチアキのミッドナイト☆放送倶楽部（土曜 25:30 - 26:00、2016年 - 2018年）
- 極楽メガヘルツ（土曜 26:00 - 26:30）
- 建築家と建てる家づくり相談室（日曜 16:55 - 17:00[注 7]）
- フリハイのラジログ（日曜 19:55 - 20:00）
- 松千のRadio Switch（月曜 20:30 - 20:55）

## パーソナリティ
- 平川歩美
- DJマーク
- 平川純子
- 高森順子
- YUYA
- 高橋綾
- 甲斐田貴之
- 中村友美
- 坂本真理亜

## 過去に出演していたパーソナリティ
- 中里玲奈（2020年、FM青森に移籍）
- 風間みなみ（エフエム長崎 → エフエム仙台 → 台湾国際放送 ）

## イベント
- 毎年8月にSky Jamboreeという音楽フェスティバルを主催し開催している。
- 2011年からは毎年9月若しくは10月にテレビ長崎と共同で「Love fes（ラブフェス）」を開催している。

## その他
- 当局含めたJFN系列38局はACジャパン（旧・公共広告機構）の正会員企業の一つである[14]。
- JFN共通ジングルは、2007年の局愛称変更後から使用されていない。
- 開局30周年期間では、ホームページやタイムテーブルの表紙、新聞広告などは「30th FM Nagasaki」と表記されていた。過去の開局記念周年期間でも同様に○○thと表記されていた。この頃から「fm nagasaki」から「FM Nagasaki」へ表記が変更されている。
- 前社長の栗原雅和は開局当時のアナウンサーだった[15][16]。
- 『砂漠を泳ぐ野良猫』で2022年日本民間放送連盟賞番組部門ラジオエンターテインメント番組優秀賞を受賞した[17]。